# Welcome To Hell
Welcome To Hell е дебютния албум на британската хеви/блек метъл група Venom, издаден през 1981 г. Въпреки че жанра „блек метъл“ все още не се е обособил се забелязва, че Welcome To Hell съдържа освен спийд елементи и мрачно, демонично чувство, което е характерна черта на блек метъла.

## Интересно
- Блек метъл групата Mayhem взимат името си от песента Mayhem with Mercy и правят кавър на Witching Hour в ЕР-то си Deathcrush.
- Метъл групата High On Fire правят кавър на Witching Hour в албума си Live At The Relapse Contamination Festival, издаден в ограничен тираж.

### Преиздадена версия от 2002 от Castle Music/Sanctuary Records Group
1. Sons of Satan – 3:38
2. Welcome to Hell – 3:15
3. Schizoid – 3:34
4. Mayhem With Mercy – 0:58
5. Poison – 4:33
6. Live Like an Angel (Die Like a Devil) – 3:59
7. Witching Hour – 3:40
8. One Thousand Days in Sodom – 4:36
9. Angel Dust – 2:43
10. In League With Satan – 3:35
11. Red Light Fever – 5:14
12. Angel Dust – 3:03 (по-тежка версия)
13. In League With Satan – 3:31 (7-инчова версия)
14. Live Like an Angel – 3:54 (7-инчова версия)
15. Bloodlust – 2:59 (7-инчова версия)
16. In Nomine Satanas – 3:29 (7-инчова версия)
17. Angel Dust – 3:10 (демо)
18. Raise the Dead – 3:29 (демо)
19. Red Light Fever – 4:51 (демо)
20. Welcome to Hell – 4:57 (демо)
21. Bitch Witch – 3:08 (алтернативна версия)
22. Snots Shit – 2:06 (алтернативна версия)

## Състав
- Конрад „Кронос“ Лант – бас, вокали
- Джефри „Манатас“ Дън – китара
- Тони „Абадон“ Брей – барабани